# Paavo Vierto
Paavo Vierto, född 1915, död september 1941 i Ukraina, var en finländsk backhoppare.

## Karriär
Paavo Vierto tävlade mot slutet av 1930-talet och tidigt under 1940-talet. Under Skid-VM 1938 på hemmaplan i Lahtis hoppade Vierto 64,0 och 63,5 meter i stora Salpausselkäbacken (Salpausselän hyppyrimäet) och blev nummer 19 i den jämna VM-tävlingen som vanns av Asbjørn Ruud från Norge, endast 0,3 poäng före Stanisław Marusarz från Polen och 1,4 poäng före bronsvinnaren Hilmar Myhra från Norge.
Han startade i Skid-VM 1941 som ägde rum i Cortina d'Ampezzo i Italien. Världsmästerskapet hade förlagts till Norge 1940, men avbröts på grund av andra världskriget. På ett möte i Pau i Frankrike 1946 beslutade FIS att ogiltigförklara evenemangets VM-status för 1941. Medaljer delades ut, men de brukar inte räknas med i officiell statistik för världsmästerskapen i nordisk skidsport. Under tävlingen i Cortina vann Vierto guldmedaljen. Han var 1,0 poäng före landsmannen Leo Laakso, som säkrade en dubbel för Finland, och 3,2 poäng före bronsvinnaren Sven Selånger från Sverige.
Vierto kämpade som frivillig i Waffen SS under andra världskriget. Han dödades september 1941 då Röda armén attackerade en 200-manna finländsk militärpatrull i Ukraina. Paavo Vierto skulle några dagar senare ha börjat som tränare för tyska backhoppningslandslaget.